# Mohn’scher Park
Der Mohn’sche Park ist ein vom Regierungspräsidium Tübingen am 30. April 1994 durch Verordnung ausgewiesenes Naturschutzgebiet auf dem Gebiet der Stadt Laupheim im Landkreis Biberach.

## Lage
Der Mohn’sche Park liegt am Südlichen Ortsrand des Laupheimer Stadtteils Obersulmetingen, ca. 4 km südwestlich von Laupheim in der Aue der Riß. Das Gebiet gehört zum Naturraum Donau-Iller-Lech-Platte.

## Schutzzweck
Der Schutzzweck ist laut Verordnung „der Erhalt einer wesentlichen Lebensstätte und Rückzugsfläche für die dort beheimatete Saatkrähenkolonie“, „die Erhaltung naturnaher Altwasserschlingen, naturnaher Auwald- und Gebüschflächen sowie Überschwemmungsflächen mit großer Artenvielfalt“, die „Vorbeugung vor einer Um- oder Freizeitnutzung“ und „die Gewährleistung einer sinnvollen Pflege“.

## Landschaftscharakter
Das Gebiet ist ein ehemaliger Park mit altem, synanthropem Baumbestand in der Aue der Riß. Er wird von einem Altwasser der Riß durchzogen. Die Riß selbst ist begradigt.

## Flora und Fauna
Zu den nennenswerten Arten im Gebiet zählen unter anderem die Schachblume, das Schneeglöckchen, Traubenhyazinthe und Gekielter Lauch.
Im Gebiet befindet sich eine große Saatkrähen-Kolonie. Auch der Wendehals brütet hier.